# Haymaker
Le haymaker est une technique de coups de poing interdite en boxe française depuis 1907 et dans tous les sports de combat en raison de sa dangerosité.
Elle consiste en le fait d'infliger un coup à son adversaire avec les deux poings unis (le poing droit dans la main gauche ou l'inverse) au niveau du visage ou de la tête.